# Norvégia az 1998. évi téli olimpiai játékokon
Norvégia a japán Naganóban megrendezett 1998. évi téli olimpiai játékok egyik részt vevő nemzete volt. Az országot az olimpián 10 sportágban 76 sportoló képviselte, akik összesen 25 érmet szereztek.

## Érmesek
| Érem  | Versenyző                                                                         | Sportág          | Versenyszám                  |
| ----- | --------------------------------------------------------------------------------- | ---------------- | ---------------------------- |
| Arany | Hans Petter Buraas                                                                | Alpesisí         | Férfi műlesiklás             |
| Arany | Ole Einar Bjørndalen                                                              | Biatlon          | Férfi 10 km sprint           |
| Arany | Halvard Hanevold                                                                  | Biatlon          | Férfi 20 km egyéni indításos |
| Arany | Bjarte Engen Vik                                                                  | Északi összetett | Egyéni                       |
| Arany | Halldor Skard Kenneth Braaten Bjarte Engen Vik Fred Børre Lundberg                | Északi összetett | Csapat                       |
| Arany | Ådne Søndrål                                                                      | Gyorskorcsolya   | Férfi 1500 m                 |
| Arany | Bjørn Dæhlie                                                                      | Sífutás          | Férfi 10 km                  |
| Arany | Thomas Alsgaard                                                                   | Sífutás          | Férfi 15 km üldözőverseny    |
| Arany | Bjørn Dæhlie                                                                      | Sífutás          | Férfi 50 km                  |
| Arany | Sture Sivertsen Erling Jevne Bjørn Dæhlie Thomas Alsgaard                         | Sífutás          | Férfi 4 × 10 km váltó        |
| Ezüst | Lasse Kjus                                                                        | Alpesisí         | Férfi lesiklás               |
| Ezüst | Ole Kristian Furuseth                                                             | Alpesisí         | Férfi műlesiklás             |
| Ezüst | Lasse Kjus                                                                        | Alpesisí         | Férfi összetett              |
| Ezüst | Frode Andresen                                                                    | Biatlon          | Férfi 10 km sprint           |
| Ezüst | Egil Gjelland Halvard Hanevold Dag Bjørndalen Ole Einar Bjørndalen                | Biatlon          | Férfi 4 × 7,5 km váltó       |
| Ezüst | Bjørn Dæhlie                                                                      | Sífutás          | Férfi 15 km üldözőverseny    |
| Ezüst | Erling Jevne                                                                      | Sífutás          | Férfi 30 km                  |
| Ezüst | Bente Martinsen Marit Mikkelsplass Elin Nilsen Anita Moen Guidon                  | Sífutás          | Női 4 × 5 km váltó           |
| Ezüst | Daniel Franck                                                                     | Snowboard        | Férfi halfpipe               |
| Ezüst | Stine Brun Kjeldaas                                                               | Snowboard        | Női halfpipe                 |
| Bronz | Ann Elen Skjelbreid Annette Sikveland Gunn Margit Andreassen Liv Grete Skjelbreid | Biatlon          | Női 4 × 7,5 km váltó         |
| Bronz | Eigil Ramsfjell Jan Thoresen Stig-Arne Gunnestad Anthon Grimsmo Tore Torvbråten   | Curling          | Férfi                        |
| Bronz | Kari Traa                                                                         | Síakrobatika     | Női mogul                    |
| Bronz | Bente Skari-Martinsen                                                             | Sífutás          | Női 5 km                     |
| Bronz | Anita Moen-Guidon                                                                 | Sífutás          | Női 15 km                    |

## Alpesisí
Férfi
| Versenyző                      | Versenyszám            | 1. futam      | 1. futam      | 2. futam | 2. futam | Összesítés | Összesítés |
| Versenyző                      | Versenyszám            | Idő           | Hely.         | Idő      | Hely.    | Idő        | Helyezés   |
| ------------------------------ | ---------------------- | ------------- | ------------- | -------- | -------- | ---------- | ---------- |
| Kjetil André Aamodt            | Lesiklás               |               |               |          |          | 1:51,72    | 13.        |
| Kjetil André Aamodt            | Óriás-műlesiklás       | nem ért célba | nem ért célba | kiesett  | kiesett  | kiesett    | kiesett    |
| Kjetil André Aamodt            | Szuperóriás-műlesiklás |               |               |          |          | 1:35,67    | 5.         |
| Hans Petter Buraas             | Műlesiklás             | 55,28         | 2.            | 54,03    | 1.       | 1:49,31    |            |
| Ole Kristian Furuseth          | Műlesiklás             | 55,53         | 3.            | 55,11    | 4.       | 1:50,64    |            |
| Lasse Kjus                     | Lesiklás               |               |               |          |          | 1:50,51    |            |
| Lasse Kjus                     | Óriás-műlesiklás       | 1:21,92       | 10.           | 1:18,73  | 7.       | 2:40,65    | 8.         |
| Lasse Kjus                     | Szuperóriás-műlesiklás |               |               |          |          | 1:36,25    | 9.         |
| Harald Christian Strand Nilsen | Óriás-műlesiklás       | nem ért célba | nem ért célba | kiesett  | kiesett  | kiesett    | kiesett    |
| Tom Stiansen                   | Műlesiklás             | 55,70         | 5.            | 55,20    | 5.       | 1:50,90    | 4.         |
| Tom Stiansen                   | Óriás-műlesiklás       | 1:21,40       | 8.            | 1:21,48  | 24.      | 2:42,88    | 17.        |
| Finn Christian Jagge           | Műlesiklás             | 56,06         | 6.            | 55,33    | 7.       | 1:51,39    | 7.         |

| Versenyző            | Versenyszám | Műlesiklás | Műlesiklás | Műlesiklás | Műlesiklás | Műlesiklás | Műlesiklás | Lesiklás      | Lesiklás      | Összesítés | Összesítés |
| Versenyző            | Versenyszám | 1. futam   | 1. futam   | 2. futam   | 2. futam   | Össz.      | Össz.      | Lesiklás      | Lesiklás      | Összesítés | Összesítés |
| Versenyző            | Versenyszám | Idő        | Hely.      | Idő        | Hely.      | Idő        | Hely.      | Idő           | Hely.         | Idő        | Helyezés   |
| -------------------- | ----------- | ---------- | ---------- | ---------- | ---------- | ---------- | ---------- | ------------- | ------------- | ---------- | ---------- |
| Kjetil André Aamodt  | Összetett   | 50,29      | 10.        | 44,97      | 2.         | 1:35,26    | 5.         | nem ért célba | nem ért célba | kiesett    | kiesett    |
| Finn Christian Jagge | Összetett   | 50,22      | 9.         | 45,16      | 3.         | 1:35,38    | 7.         | kiesett       | kiesett       | kiesett    | kiesett    |
| Lasse Kjus           | Összetett   | 48,09      | 2.         | 45,57      | 7.         | 1:33,66    | 2.         | 1:34,99       | 2.            | 3:08,65    |            |

Női
| Versenyző             | Versenyszám            | 1. futam      | 1. futam      | 2. futam      | 2. futam      | Összesítés    | Összesítés    |
| Versenyző             | Versenyszám            | Idő           | Hely.         | Idő           | Hely.         | Idő           | Helyezés      |
| --------------------- | ---------------------- | ------------- | ------------- | ------------- | ------------- | ------------- | ------------- |
| Trine Bakke-Rognmo    | Műlesiklás             | 47,17         | 14.           | nem ért célba | nem ért célba | kiesett       | kiesett       |
| Andrine Flemmen       | Műlesiklás             | nem ért célba | nem ért célba | kiesett       | kiesett       | kiesett       | kiesett       |
| Andrine Flemmen       | Óriás-műlesiklás       | 1:20,04       | 3.            | 1:34,90       | 15.           | 2:54,94       | 10.           |
| Trude Gimle           | Lesiklás               |               |               |               |               | 1:30,87       | 16.           |
| Trude Gimle           | Műlesiklás             | nem ért célba | nem ért célba | kiesett       | kiesett       | kiesett       | kiesett       |
| Trude Gimle           | Szuperóriás-műlesiklás |               |               |               |               | 1:19,71       | 25.           |
| Noriyo Hiroi          | Műlesiklás             | kizárták      | kizárták      | kiesett       | kiesett       | kiesett       | kiesett       |
| Noriyo Hiroi          | Óriás-műlesiklás       | nem ért célba | nem ért célba | kiesett       | kiesett       | kiesett       | kiesett       |
| Kristine Kristiansen  | Lesiklás               |               |               |               |               | nem ért célba | nem ért célba |
| Kristine Kristiansen  | Óriás-műlesiklás       | 1:23,04       | 22.           | 1:35,67       | 20.           | 2:58,71       | 22.           |
| Kristine Kristiansen  | Szuperóriás-műlesiklás |               |               |               |               | 1:19,02       | 17.           |
| Ingeborg Helen Marken | Lesiklás               |               |               |               |               | 1:30,19       | 11.           |
| Ingeborg Helen Marken | Óriás-műlesiklás       | nem ért célba | nem ért célba | kiesett       | kiesett       | kiesett       | kiesett       |
| Ingeborg Helen Marken | Szuperóriás-műlesiklás |               |               |               |               | 1:19,16       | 19.           |

| Versenyző             | Versenyszám | Lesiklás      | Lesiklás      | Műlesiklás | Műlesiklás | Műlesiklás    | Műlesiklás    | Műlesiklás | Műlesiklás | Összesítés | Összesítés |
| Versenyző             | Versenyszám | Lesiklás      | Lesiklás      | 1. futam   | 1. futam   | 2. futam      | 2. futam      | Össz.      | Össz.      | Összesítés | Összesítés |
| Versenyző             | Versenyszám | Idő           | Hely.         | Idő        | Hely.      | Idő           | Hely.         | Idő        | Hely.      | Idő        | Helyezés   |
| --------------------- | ----------- | ------------- | ------------- | ---------- | ---------- | ------------- | ------------- | ---------- | ---------- | ---------- | ---------- |
| Trude Gimle           | Összetett   | nem ért célba | nem ért célba | kiesett    | kiesett    | kiesett       | kiesett       | kiesett    | kiesett    | kiesett    | kiesett    |
| Kristine Kristiansen  | Összetett   | 1:30,61       | 12.           | 38,49      | 13.        | nem ért célba | nem ért célba | kiesett    | kiesett    | kiesett    | kiesett    |
| Ingeborg Helen Marken | Összetett   | 1:30,65       | 13.           | 39,00      | 15.        | 37,54         | 16.           | 1:16,54    | 14.        | 2:47,19    | 13.        |

## Biatlon
Férfi
| Versenyző                                                          | Versenyszám      | Lövőhiba    | Időeredmény | Helyezés |
| ------------------------------------------------------------------ | ---------------- | ----------- | ----------- | -------- |
| Frode Andresen                                                     | 10 km sprint     | 2 (1+1)     | 28:17,8     |          |
| Frode Andresen                                                     | 20 km egyéni     | 5 (1+1+1+2) | 59:51,0     | 19.      |
| Dag Bjørndalen                                                     | 20 km egyéni     | 1 (0+0+0+1) | 58:34,7     | 10.      |
| Ole Einar Bjørndalen                                               | 10 km sprint     | 0 (0+0)     | 27:16,2     |          |
| Ole Einar Bjørndalen                                               | 20 km egyéni     | 4 (1+0+2+1) | 58:16,8     | 7.       |
| Egil Gjelland                                                      | 10 km sprint     | 1 (1+0)     | 28:49,1     | 13.      |
| Halvard Hanevold                                                   | 10 km sprint     | 2 (1+1)     | 28:40,8     | 8.       |
| Halvard Hanevold                                                   | 20 km egyéni     | 1 (0+0+0+1) | 56:16,4     |          |
| Egil Gjelland Halvard Hanevold Dag Bjørndalen Ole Einar Bjørndalen | 4 × 7,5 km váltó | 0+7         | 1:21:56,3   |          |

Női
| Versenyző                                                                         | Versenyszám      | Lövőhiba    | Időeredmény | Helyezés |
| --------------------------------------------------------------------------------- | ---------------- | ----------- | ----------- | -------- |
| Gunn Margit Andreassen                                                            | 7,5 km sprint    | 4 (3+1)     | 26:36,2     | 56.      |
| Gunn Margit Andreassen                                                            | 15 km egyéni     | 5 (0+1+3+1) | 1:01:28,5   | 40.      |
| Annette Sikveland                                                                 | 7,5 km sprint    | 2 (1+1)     | 24:09,5     | 15.      |
| Annette Sikveland                                                                 | 15 km egyéni     | 3 (0+0+2+1) | 56:38,7     | 8.       |
| Ann Elen Skjelbreid                                                               | 7,5 km sprint    | 4 (1+3)     | 25:22,8     | 37.      |
| Ann Elen Skjelbreid                                                               | 15 km egyéni     | 7 (2+1+1+3) | 1:01:00,3   | 34.      |
| Liv Grete Skjelbreid                                                              | 7,5 km sprint    | 3 (2+1)     | 24:44,0     | 23.      |
| Liv Grete Skjelbreid                                                              | 15 km egyéni     | 5 (0+3+1+1) | 57:21,2     | 15.      |
| Ann Elen Skjelbreid Annette Sikveland Gunn Margit Andreassen Liv Grete Skjelbreid | 4 × 7,5 km váltó | 2+10        | 1:40:37,3   |          |

## Bob
| Versenyző                                                        | Versenyszám | 1. futam | 1. futam | 2. futam | 2. futam | 3. futam | 3. futam | Összesítés | Összesítés |
| Versenyző                                                        | Versenyszám | Idő      | Hely.    | Idő      | Hely.    | Idő      | Hely.    | Idő        | Helyezés   |
| ---------------------------------------------------------------- | ----------- | -------- | -------- | -------- | -------- | -------- | -------- | ---------- | ---------- |
| Arnfinn Kristiansen Jørn Stian Dahl Peter Kildal Dagfinn Aarskog | Négyes      | 53,96    | 18.      | 53,78    | 15.      | 54,33    | 17.      | 2:42,07    | 17.        |

## Curling

### Férfi
- Eigil Ramsfjell
- Jan Thoresen
- Stig-Arne Gunnestad
- Anthon Grimsmo
- Tore Torvbråten

#### Eredmények
Csoportkör
| Nemzet           | Szkip             | Gy | V |
| ---------------- | ----------------- | -- | - |
| Kanada           | Mike Harris       | 6  | 1 |
| Norvégia         | Eigil Ramsfjell   | 5  | 2 |
| Svájc            | Patrick Hürlimann | 5  | 2 |
| Egyesült Államok | Tim Somerville    | 3  | 4 |
| Japán            | Curuga Makoto     | 3  | 4 |
| Svédország       | Peja Lindholm     | 3  | 4 |
| Nagy-Britannia   | Douglas Dryburgh  | 2  | 5 |
| Németország      | Andy Kapp         | 1  | 6 |

- február 9., 14:00

| Sheet B            | Sheet B                   | 1 | 2 | 3 | 4 | 5 | 6 | 7 | 8 | 9 | 10 | VE |
| 1. end utolsó köve | Norvégia (Ramsfjell)      | 0 | 0 | 0 | 0 | 0 | 1 | 0 | 0 | 1 | X  | 2  |
|                    | Nagy-Britannia (Dryburgh) | 0 | 1 | 1 | 0 | 1 | 0 | 0 | 1 | 0 | X  | 4  |

- február 10., 9:00

| Sheet D            | Sheet D              | 1 | 2 | 3 | 4 | 5 | 6 | 7 | 8 | 9 | 10 | VE |
| 1. end utolsó köve | Németország (Kapp)   | 1 | 0 | 1 | 0 | 0 | 0 | 2 | 1 | 0 | X  | 5  |
|                    | Norvégia (Ramsfjell) | 0 | 2 | 0 | 2 | 2 | 0 | 0 | 0 | 1 | X  | 7  |

- február 10., 19:00

| Sheet C            | Sheet C                       | 1 | 2 | 3 | 4 | 5 | 6 | 7 | 8 | 9 | 10 | VE |
| 1. end utolsó köve | Egyesült Államok (Somerville) | 0 | 1 | 1 | 0 | 0 | 2 | 0 | 2 | 0 | 1  | 7  |
|                    | Norvégia (Ramsfjell)          | 0 | 0 | 0 | 1 | 1 | 0 | 3 | 0 | 1 | 0  | 6  |

- február 11., 14:00

| Sheet A            | Sheet A              | 1 | 2 | 3 | 4 | 5 | 6 | 7 | 8 | 9 | 10 | VE |
| 1. end utolsó köve | Norvégia (Ramsfjell) | 0 | 1 | 0 | 0 | 0 | 1 | 1 | 1 | 0 | 1  | 5  |
|                    | Japán (Curuga)       | 1 | 0 | 0 | 1 | 0 | 0 | 0 | 0 | 1 | 0  | 3  |

- február 12., 9:00

| Sheet C            | Sheet C               | 1 | 2 | 3 | 4 | 5 | 6 | 7 | 8 | 9 | 10 | VE |
| 1. end utolsó köve | Norvégia (Ramsfjell)  | 1 | 1 | 1 | 0 | 0 | 1 | 1 | 1 | 0 | 1  | 7  |
|                    | Svédország (Lindholm) | 0 | 0 | 0 | 2 | 0 | 0 | 0 | 0 | 2 | 0  | 4  |

- február 12., 9:00

| Sheet A            | Sheet A              | 1 | 2 | 3 | 4 | 5 | 6 | 7 | 8 | 9 | 10 | VE |
| 1. end utolsó köve | Svájc (Hürlimann)    | 0 | 0 | 0 | 1 | 0 | 2 | 0 | 0 | 1 | 0  | 4  |
|                    | Norvégia (Ramsfjell) | 0 | 1 | 0 | 0 | 1 | 0 | 1 | 1 | 0 | 1  | 5  |

- február 13., 14:00

| Sheet D            | Sheet D             | 1 | 2 | 3 | 4 | 5 | 6 | 7 | 8 | 9 | 10 | VE |
| 1. end utolsó köve | Norvégia (Thoresen) | 0 | 2 | 0 | 0 | 3 | 0 | 4 | 0 | 0 | 1  | 10 |
|                    | Kanada (Harris)     | 2 | 0 | 2 | 0 | 0 | 1 | 0 | 2 | 1 | 0  | 8  |

Elődöntő
- február 14., 18:00

| Sheet A            | Sheet A              | 1 | 2 | 3 | 4 | 5 | 6 | 7 | 8 | 9 | 10 | VE |
| 1. end utolsó köve | Norvégia (Ramsfjell) | 0 | 0 | 1 | 0 | 1 | 0 | 2 | 0 | 3 | 0  | 7  |
|                    | Svájc (Hürlimann)    | 1 | 0 | 0 | 2 | 0 | 2 | 0 | 2 | 0 | 1  | 8  |

Bronzmérkőzés
- február 15., 9:00

| Sheet B            | Sheet B                       | 1 | 2 | 3 | 4 | 5 | 6 | 7 | 8 | 9 | 10 | VE |
| 1. end utolsó köve | Egyesült Államok (Somerville) | 0 | 0 | 0 | 0 | 0 | 3 | 0 | 1 | 0 | X  | 4  |
|                    | Norvégia (Ramsfjell)          | 0 | 1 | 1 | 1 | 3 | 0 | 2 | 0 | 1 | X  | 9  |

| Csapat   | Helyezés |
| -------- | -------- |
| Norvégia |          |

### Női
- Dordi Nordby
- Marianne Haslum
- Kristin Løvseth
- Hanne Woods
- Grethe Wolan

#### Eredmények
Csoportkör
| Nemzet           | Szkip                | Gy | V |
| ---------------- | -------------------- | -- | - |
| Kanada           | Sandra Schmirler     | 6  | 1 |
| Svédország       | Elisabet Gustafson   | 6  | 1 |
| Dánia            | Helena Blach Lavrsen | 5  | 2 |
| Nagy-Britannia   | Kirsty Hay           | 4  | 3 |
| Japán            | Ókucu Majumi         | 2  | 5 |
| Norvégia         | Dordi Nordby         | 2  | 5 |
| Egyesült Államok | Lisa Schoeneberg     | 2  | 5 |
| Németország      | Andrea Schöpp        | 1  | 6 |

- február 9., 9:00

| Sheet A            | Sheet A                | 1 | 2 | 3 | 4 | 5 | 6 | 7 | 8 | 9 | 10 | VE |
|                    | Norvégia (Nordby)      | 0 | 0 | 0 | 1 | 0 | 1 | 0 | 0 | 0 | X  | 2  |
| 1. end utolsó köve | Svédország (Gustafson) | 0 | 0 | 2 | 0 | 2 | 0 | 1 | 1 | 2 | X  | 8  |

- február 9., 19:00

| Sheet D            | Sheet D            | 1 | 2 | 3 | 4 | 5 | 6 | 7 | 8 | 9 | 10 | 11 | VE |
| 1. end utolsó köve | Norvégia (Nordby)  | 0 | 0 | 1 | 0 | 1 | 1 | 0 | 2 | 0 | 0  | 1  | 6  |
|                    | Kanada (Schmirler) | 0 | 1 | 0 | 1 | 0 | 0 | 2 | 0 | 0 | 1  | 0  | 5  |

- február 10., 14:00

| Sheet B            | Sheet B              | 1 | 2 | 3 | 4 | 5 | 6 | 7 | 8 | 9 | 10 | VE |
|                    | Norvégia (Nordby)    | 1 | 0 | 2 | 0 | 1 | 0 | 0 | 0 | 0 | 0  | 4  |
| 1. end utolsó köve | Nagy-Britannia (Hay) | 0 | 1 | 0 | 1 | 0 | 0 | 1 | 1 | 0 | 2  | 6  |

- február 11., 9:00

| Sheet C            | Sheet C              | 1 | 2 | 3 | 4 | 5 | 6 | 7 | 8 | 9 | 10 | 11 | VE |
| 1. end utolsó köve | Norvégia (Nordby)    | 0 | 0 | 0 | 1 | 0 | 1 | 0 | 2 | 1 | 1  | 0  | 6  |
|                    | Németország (Schöpp) | 1 | 0 | 1 | 0 | 1 | 0 | 3 | 0 | 0 | 0  | 1  | 7  |

- február 11., 19:00

| Sheet A            | Sheet A           | 1 | 2 | 3 | 4 | 5 | 6 | 7 | 8 | 9 | 10 | VE |
| 1. end utolsó köve | Japán (Ókucu)     | 2 | 0 | 0 | 1 | 0 | 0 | 2 | 1 | 2 | X  | 8  |
|                    | Norvégia (Nordby) | 0 | 1 | 2 | 0 | 1 | 0 | 0 | 0 | 0 | X  | 4  |

- február 12., 14:00

| Sheet C            | Sheet C                        | 1 | 2 | 3 | 4 | 5 | 6 | 7 | 8 | 9 | 10 | 11 | VE |
| 1. end utolsó köve | Egyesült Államok (Schoeneberg) | 2 | 0 | 0 | 1 | 1 | 0 | 1 | 0 | 2 | 1  | 0  | 8  |
|                    | Norvégia (Nordby)              | 0 | 2 | 1 | 0 | 0 | 3 | 0 | 2 | 0 | 0  | 1  | 9  |

- február 13., 9:00

| Sheet B            | Sheet B           | 1 | 2 | 3 | 4 | 5 | 6 | 7 | 8 | 9 | 10 | VE |
|                    | Dánia (Lavrsen)   | 2 | 0 | 1 | 0 | 1 | 1 | 2 | 1 | X | X  | 8  |
| 1. end utolsó köve | Norvégia (Nordby) | 0 | 1 | 0 | 2 | 0 | 0 | 0 | 0 | X | X  | 3  |

| Csapat   | Helyezés |
| -------- | -------- |
| Norvégia | 6.       |

## Északi összetett
| Versenyző                                                          | Versenyszám | Síugrás | Síugrás | Síugrás    | Sífutás       | Sífutás       | Összesítés | Összesítés |
| Versenyző                                                          | Versenyszám | Pont    | Hely.   | Időhátrány | Idő           | Hely.         | Idő        | Helyezés   |
| ------------------------------------------------------------------ | ----------- | ------- | ------- | ---------- | ------------- | ------------- | ---------- | ---------- |
| Bjarte Engen Vik                                                   | Egyéni      | 241,0   | 1.      | –          | 41:21,1       | 16.           | 41:21,1    |            |
| Kristian Hammer                                                    | Egyéni      | 203,5   | 24.*    | +3:45      | 42:22,7       | 26.           | 46:07,7    | 26.        |
| Fred Børre Lundberg                                                | Egyéni      | 205,0   | 22.     | +3:36      | 40:56,3       | 10.           | 44:32,3    | 16.        |
| Halldor Skard                                                      | Egyéni      | 186,0   | 42.     | +5:30      | nem ért célba | nem ért célba | kiesett    | kiesett    |
| Halldor Skard Kenneth Braaten Bjarte Engen Vik Fred Børre Lundberg | Csapat      | 901,0   | 3.      | +0:08      | 54:03,5       | 2.            | 54:11,5    |            |

* - egy másik versenyzővel azonos eredményt ért el

## Gyorskorcsolya
Férfi
| Versenyző        | Versenyszám | 1. futam | 1. futam | 2. futam       | 2. futam       | Eredmény | Helyezés |
| Versenyző        | Versenyszám | Idő      | Hely.    | Idő            | Hely.          | Eredmény | Helyezés |
| ---------------- | ----------- | -------- | -------- | -------------- | -------------- | -------- | -------- |
| Remi Hereide     | 5000 m      |          |          |                |                | 6:39,35  | 12.      |
| Remi Hereide     | 10 000 m    |          |          |                |                | 14:09,90 | 15.      |
| Steinar Johansen | 1500 m      |          |          |                |                | 1:52,88  | 28.      |
| Grunde Njøs      | 500 m       | 36,32    | 11.      | nem ért célba~ | nem ért célba~ | kiesett  | kiesett  |
| Grunde Njøs      | 1000 m      |          |          |                |                | 1:12,27  | 14.*     |
| Brigt Rykkje     | 1500 m      |          |          |                |                | 1:52,91  | 29.      |
| Lasse Sætre      | 5000 m      |          |          |                |                | 6:38,95  | 11.      |
| Lasse Sætre      | 10 000 m    |          |          |                |                | 13:42,94 | 7.       |
| Ådne Søndrål     | 1500 m      |          |          |                |                | 1:47,87  |          |
| Kjell Storelid   | 5000 m      |          |          |                |                | 6:37,12  | 8.       |
| Kjell Storelid   | 10 000 m    |          |          |                |                | 13:35,95 | 5.       |
| Roger Strøm      | 500 m       | 36,53    | 14.      | 36,15          | 7.             | 72,68    | 10.      |
| Roger Strøm      | 1000 m      |          |          |                |                | 1:13,58  | 34.      |

Női
| Versenyző            | Versenyszám | 1. futam | 1. futam | 2. futam | 2. futam | Eredmény | Helyezés |
| Versenyző            | Versenyszám | Idő      | Hely.    | Idő      | Hely.    | Eredmény | Helyezés |
| -------------------- | ----------- | -------- | -------- | -------- | -------- | -------- | -------- |
| Edel Therese Høiseth | 500 m       | 40,02    | 23.      | 39,99    | 20.      | 80,01    | 20.      |
| Edel Therese Høiseth | 1000 m      |          |          |          |          | 1:19,23  | 14.      |
| Anette Tønsberg      | 1500 m      |          |          |          |          | 2:03,03  | 17.      |
| Anette Tønsberg      | 3000 m      |          |          |          |          | 4:19,24  | 15.      |
| Anette Tønsberg      | 5000 m      |          |          |          |          | 7:28,39  | 13.      |

* - egy másik versenyzővel azonos eredményt ért el

~ - a futam során elesett

## Síakrobatika
Ugrás
| Versenyző         | Versenyszám | Selejtező | Selejtező | Döntő  | Döntő    |
| Versenyző         | Versenyszám | Pont      | Helyezés  | Pont   | Helyezés |
| ----------------- | ----------- | --------- | --------- | ------ | -------- |
| Hilde Synnøve Lid | Női         | 168,79    | 5.        | 160,18 | 6.       |

Mogul
| Versenyző | Versenyszám | Selejtező | Selejtező | Döntő | Döntő    |
| Versenyző | Versenyszám | Pont      | Helyezés  | Pont  | Helyezés |
| --------- | ----------- | --------- | --------- | ----- | -------- |
| Kari Traa | Női         | 22,51     | 8.        | 24,09 |          |

## Sífutás
Férfi
| Versenyző                                                 | Versenyszám         | Eredmény      | Helyezés      |
| --------------------------------------------------------- | ------------------- | ------------- | ------------- |
| Thomas Alsgaard                                           | 10 km               | 27:48,1       | 5.            |
| Thomas Alsgaard                                           | 15 km üldözőverseny | 39:37,7       |               |
| Thomas Alsgaard                                           | 30 km               | nem ért célba | nem ért célba |
| Thomas Alsgaard                                           | 50 km               | 2:07:21,5     | 6.            |
| Bjørn Dæhlie                                              | 10 km               | 27:24,5       |               |
| Bjørn Dæhlie                                              | 15 km üldözőverseny | 39:38,8       |               |
| Bjørn Dæhlie                                              | 30 km               | 1:40:18,5     | 20.           |
| Bjørn Dæhlie                                              | 50 km               | 2:05:08,2     |               |
| Anders Eide                                               | 50 km               | 2:11:06,9     | 11.           |
| Tor-Arne Hetland                                          | 50 km               | 2:15:21,7     | 24.           |
| Erling Jevne                                              | 10 km               | 27:58,7       | 7.            |
| Erling Jevne                                              | 30 km               | 1:35:27,1     |               |
| Sture Sivertsen                                           | 10 km               | 28:10,6       | 9.            |
| Sture Sivertsen                                           | 15 km üldözőverseny | 43:29,2       | 27.           |
| Sture Sivertsen                                           | 30 km               | 1:39:44,9     | 15.           |
| Sture Sivertsen Erling Jevne Bjørn Dæhlie Thomas Alsgaard | 4 × 10 km váltó     | 1:40:55,7     |               |

Női
| Versenyző                                                        | Versenyszám         | Eredmény      | Helyezés      |
| ---------------------------------------------------------------- | ------------------- | ------------- | ------------- |
| Trude Dybendahl                                                  | 5 km                | 18:08,0       | 8.            |
| Trude Dybendahl                                                  | 10 km üldözőverseny | 29:36,0       | 11.           |
| Trude Dybendahl                                                  | 15 km               | 48:19,0       | 6.*           |
| Trude Dybendahl                                                  | 30 km               | nem ért célba | nem ért célba |
| Bente Martinsen                                                  | 5 km                | 17:49,4       |               |
| Bente Martinsen                                                  | 10 km üldözőverseny | 29:34,1       | 9.            |
| Bente Martinsen                                                  | 15 km               | 48:19,0       | 6.*           |
| Marit Mikkelsplass                                               | 5 km                | 17:53,5       | 6.            |
| Marit Mikkelsplass                                               | 10 km üldözőverseny | 30:15,3       | 14.           |
| Marit Mikkelsplass                                               | 15 km               | 48:12,5       | 5.            |
| Marit Mikkelsplass                                               | 30 km               | 1:25:36,9     | 9.            |
| Anita Moen-Guidon                                                | 5 km                | 18:04,4       | 7.            |
| Anita Moen-Guidon                                                | 10 km üldözőverseny | 29:27,6       | 8.            |
| Anita Moen-Guidon                                                | 15 km               | 47:52,6       |               |
| Elin Nilsen                                                      | 30 km               | 1:24:24,5     | 4.            |
| Maj Helen Sorkmo                                                 | 30 km               | 1:29:16,9     | 19.           |
| Bente Martinsen Marit Mikkelsplass Elin Nilsen Anita Moen Guidon | 4 × 5 km váltó      | 55:38,0       |               |

* - egy másik versenyzővel azonos eredményt ért el

## Síugrás
| Versenyző                                                      | Versenyszám | 1. ugrás | 1. ugrás | 2. ugrás | 2. ugrás | Összesítés | Összesítés |
| Versenyző                                                      | Versenyszám | Pont     | Hely.    | Pont     | Hely.    | Pont       | Helyezés   |
| -------------------------------------------------------------- | ----------- | -------- | -------- | -------- | -------- | ---------- | ---------- |
| Espen Bredesen                                                 | Normálsánc  | 82,5     | 36.      | kiesett  | kiesett  | kiesett    | kiesett    |
| Kristian Brenden                                               | Normálsánc  | 112,0    | 6.       | 103,5    | 12.*     | 215,5      | 8.         |
| Kristian Brenden                                               | Nagysánc    | 104,4    | 24.      | 130,1    | 8.       | 234,5      | 13.        |
| Roar Ljøkelsøy                                                 | Normálsánc  | 80,0     | 40.*     | kiesett  | kiesett  | kiesett    | kiesett    |
| Roar Ljøkelsøy                                                 | Nagysánc    | 116,6    | 7.       | 125,7    | 10.      | 242,3      | 9.         |
| Lasse Ottesen                                                  | Nagysánc    | 118,8    | 5.       | 120,1    | 12.      | 238,9      | 10.        |
| Henning Stensrud                                               | Normálsánc  | 96,0     | 24.      | 97,0     | 23.      | 193,0      | 23.        |
| Henning Stensrud                                               | Nagysánc    | 89,7     | 38.      | kiesett  | kiesett  | kiesett    | kiesett    |
| Henning Stensrud Lasse Ottesen Roar Ljøkelsøy Kristian Brenden | Csapat      | 399,4    | 3.       | 471,2    | 3.       | 870,6      | 4.         |

* - egy másik versenyzővel azonos eredményt ért el

## Snowboard
Halfpipe
| Versenyző            | Versenyszám | 1. selejtező | 1. selejtező | 2. selejtező | 2. selejtező | Döntő      | Döntő      | Döntő   | Helyezés |
| Versenyző            | Versenyszám | Pont         | Hely.        | Pont         | Hely.        | 1. forduló | 2. forduló | Össz.   | Helyezés |
| -------------------- | ----------- | ------------ | ------------ | ------------ | ------------ | ---------- | ---------- | ------- | -------- |
| Kim Christiansen     | Férfi       | 38,1         | 9.           | 37,7         | 12.          | kiesett    | kiesett    | kiesett | 20.      |
| Daniel Franck        | Férfi       | 39,6         | 4.           |              |              | 38,1       | 44,3       | 82,4    |          |
| Roger Hjelmstadstuen | Férfi       | 35,2         | 18.          | 31,3         | 25.          | kiesett    | kiesett    | kiesett | 33.      |
| Klas Vangen          | Férfi       | 38,3         | 7.           |              |              | 33,0       | 37,9       | 70,9    | 15.      |
| Stine Brun Kjeldaas  | Női         | 37,6         | 1.           |              |              | 36,7       | 37,5       | 74,2    |          |
| Anne Molin Kongsgård | Női         | 29,3         | 16.          | 29,2         | 12.          | kiesett    | kiesett    | kiesett | 16.      |
| Christel Thoresen    | Női         | 24,3         | 22.          | 24,4         | 17.          | kiesett    | kiesett    | kiesett | 21.      |